# Цыремпилов, Гуро Дарма
Гуро́ Дарма́ Цыремпи́лов — бурятский религиозный деятель, 14-й Пандито Хамбо-лама (1919—1922).

## Биография
Родился в улусе Хошомо Хоринского ведомства Забайкальской области. Окончил начальное училище в селе Курба, после этого - Верхнеудинское приходское училище. Буддистское духовное образование получил в Ацагатском дацане. 
Для продолжения образования Гуро Дарма отправился в Тибет, где более 10 лет учился в монастыре Лавран. Там он защитился на богословскую учёную степень «доромба».
В 1919 году избран на пост Хамбо-ламы. Осенью 1921 года Цыремпилов обратился к Бурят-Монгольскому автономному управлению за разъяснением о положении буддистской церкви в Дальневосточной республике (ДВР). Ему был дан ответ, что так как в данный момент нет союзов и обществ, то «Хамбо Лама должен продолжать заведовать и управлять применительно к закону 1853 года».
В начале 1922 года Хамбо-лама Цыремпилов обратился к правительствам Бурят-Монгольской автономной области, ДВР и РСФСР с просьбой разрешить созвать съезд буддистов – Духовный Собор для разработки основных положений административного управления буддийской церкви. Такое разрешение было получено. 
В октябре 1922 года в Ацагатском дацане состоялся Первый Духовный Собор буддистов. На рассмотрение собора были представлены проекты «Положения об управлении духовными делами буддистов Сибири» и «Устава внутренней жизни монашествующих в буддийских хидах Сибири». Проекты были приняты собором.
В том же году Гуро Дарма Цыремпилов ушёл с поста Хамбо-ламы. В дальнейшем был репрессирован.